# Thomas Frischknecht
Thomas Frischknecht (Uster, cantó de Zúric, 17 de febrer de 1970) va ser un ciclista suís, que va competir en ciclisme de muntanya i ciclocròs. Del seu palmarès destaca la medalla de plata als Jocs Olímpics d'Atlanta de 1996 i nombroses medalles en diferents campionats del món.
El seu pare Peter i el seu fill Andri també s'han dedicat al ciclisme.

## Palmarès en ciclisme de muntanya
- 1992
  - 1r a la Copa del món en Camp a través
- 1993
  -  Campió d'Europa en Camp a través
  - 1r a la Copa del món en Camp a través
- 1994
  -  Campió de Suïssa en Camp a través
- 1995
  - 1r a la Copa del món en Camp a través
- 1996
  -  Medalla de plata als Jocs Olímpics d'Atlanta en Camp a través
  -  Campió del món en Camp a través[1]
  -  Campió de Suïssa en Camp a través
- 1997
  -  Campió de Suïssa en Camp a través
- 1998
  -  Campió de Suïssa en Camp a través
- 2003
  -  Campió del món en Marató
- 2005
  -  Campió del món en Marató

## Palmarès en ciclocròs
- 1988
  -  Campió del món júnior en ciclocròs
- 1991
  -  Campió del món amateur en ciclocròs
- 1997
  -  Campió de Suïssa en ciclocròs
- 1999
  -  Campió de Suïssa en ciclocròs
- 2002
  -  Campió de Suïssa en ciclocròs

## Palmarès en ruta
- 1995
  - Vencedor de 2 etapes al Gran Premi Guillem Tell